# Светозаров, Владимир Николаевич
Владимир Николаевич Светозаров (26 июля 1883—1946) — педагог, историк, управляющий отделом народного просвещения Донского правительства, организатор русского образования в эмиграции.

## Биография
Родился в семье дьякона, учителя в церковно-приходских школах сёл Карелей и Алкужи Моршанского уезда Тамбовской губернии Николая Дмитриевича (1856—?) и  Надежды Матвеевны Светозаровых (1859—?). В 1894 году выпускник 2-го тамбовского духовного училища. В том же году поступил в Тамбовскую духовную семинарию, окончил её в 1903 году. С сентября 1903 начал обучение на историко-филологическом факультете Юрьевского университета, но в сентябре 1906 перешёл на такой же факультет Московского университета. В 1909 году окончил его.  

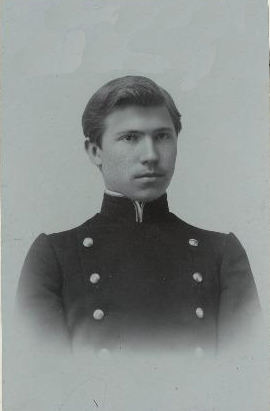
Володя Светозаров, ученик Тамбовской семинарии

С сентября 1909 начал преподавать историю в реальном училище и женской гимназии станицы Урюпинская. В октябре 1910 года Светозарова избрали секретарём Педагогического совета Урюпинского реального училища. В 1914 году вступил  в Общество по распространению народного образования в Хоперском округе Области войска Донского. В мая 1917 года назначен директором мужской гимназии хутора Самсонов станицы Аннинская. Имел чин статского советника. В январе 1918 года избран членом Объединенного правительства Всевеликого войска Донского от неказачьего населения. В мае 1918 года товарищ председателя и управляющий отделом народного просвещения Временного Донского правительства, одновременно товарищ председателя Круга спасения Дона.
В декабре 1919 года уехал из Новочеркасска в Екатеринодар. С апреля 1920 года находился в Севастополе, вошёл в состав комиссии по сохранению ценностей Донской армии (её председателем был Е. И. Балабин). Ценностей было около 3030 пудов. Эвакуирован из Севастополя в Константинополь в последних числах апреля 1920 года на пароходе «Чита ди Венеция». В мае-июне 1920  на острове Лемнос (Греция) изучал по поручению Донского правительства условия нахождения там русских беженцев (13 апреля 20-го года на Лемносе умер его трёхлетний сын). Участвовал в организации русской гимназии Всероссийского Союза городов в Константинополе, с декабря 1920 преподает там историю, в марте 1921 стал помощником директора. 
В январе 1922 года константинопольская русская гимназия переехала в Чехословакию в Моравскую Тржебову. После этого Светозаров преподавал там законоведение и историю. С 1927 по 1934 год был директором Русской реформированной реальной гимназии в Моравской Тржебове. А с 1934 по 1937 год тоже директором Русской реформированной реальной гимназии в Праге. В сентябре 1922 года избран председателем Союза русских педагогов средней и низшей школы в Чехословацкой республике. Член организационного комитета Педагогического съезда деятелей средней и низшей школы, проведённого в Праге с 2 по 6 апреля 1923 года, вошёл в его президиум.
Один из создателей, заместитель председателя правления Объединения русских учительских организаций за границей. В 1926 году вместе с В. С. Грабовым, В. В. Перемиловским и Н. Ф. Новожиловым издал под эгидой этого Объединения сборник «Русский учитель в эмиграции». В 1923 году стал членом президиума Педагогического бюро по делам средней и низшей русской школы за границей. Вошёл в правление Педагогической секции при Чешско-русском объединении. В 1926 году стал членом Союз русских военных инвалидов в Чехословацкой республике. До 1940 года состоял в Русском историческом обществе в Праге. Был старостой спортивного общества «Русский сокол» в Моравской Тржебове. В октябре 1937 года  стал заместителем  председателя Краевого союза русского сокольства в Чехословакии. Член правления Фонда помощи русским студентам в чешских высших учебных заведениях и Объединения русских эмигрантских организаций в Чехословацкой републике. В 1944 году избран Почетным членом Донской казачьей станицы имени графа М. И. Платова. 
В 1945 году арестован советскими сотрудниками госбезопасности, но вскоре освобождён.
Похоронен в Праге на Ольшанском кладбище.

## Семья
- Жена — Конкордия Михайловна, урождённая ? (1887—?)[4], учительница математики в русской гимназии Всероссийского Союза городов в Константинополе и в Русской реформированной реальной гимназии в Моравской Тржебове[1].
  - Сын — Владимир (1913—?), в 1929 окончил Русскую реформированную реальную гимназию в Моравской Тржебове[1].
  - Сын — Юрий (1916—13 апреля 1920 на о. Лемнос)[5]
  - Дочь — Конкордия (1920—?)[1]
- Сестра — Татьяна (1880—?)[1],
- Сестра — Вера (1882—?)[1],
- Брат — Александр (1884—?)[1];
- Брат — Михаил (1886—?), окончил Тамбовскую духовную семинарию, в 1911 году Санкт-Петербургскую духовную академию, директор школы № 622 в Таганском районе Москвы[1].
- Сестра — Анна (1889—?)[1],
- Сестра — Любовь (1892—?)[1],
- Сестра — Мария (1896—?)[1].